# جزایر ویرجین ایالات متحده آمریکا
جزایر ویرجین ایالات متحده آمریکا (به انگلیسی: United States Virgin Islands)، واقع در دریای کارائیب، شرق پورتوریکو و جنوب غرب جزایر ویرجین بریتانیا. جزایر ویرجین ایالات متحده یکی از مناطق خودگردان ایالات متحده آمریکا به‌شمار می‌آید.

## تاریخ
جزایر ویرجین آمریکا در سال ۱۴۹۳ میلادی توسط دریانورد اسپانیایی کریستوف کلمب کشف شد. تا سال ۱۶۶۶ میلادی در این جزایر بومیانی موسوم به هندیان کارائیب زندگی می‌کردند که با سیل مهاجرت به این جزایر جمعیت بومیان رو به زوال رفت. بریتانیا سه جزیره از شش جزیرهٔ عمده و بزرگ را تصرف کرد (این جزایر اکنون به نام جزایر ویرجین بریتانیا شناخته می‌شود) و سه جزیرهٔ عمده باقی‌ماند که عبارتند از: Saint Croix , Saint Thomas , Sanit John. به همراه ۵۰ جزیرهٔ کوچک دیگر که همهٔ این سه جزیرهٔ بزرگ و بیش از ۵۰ جزیرهٔ کوچک این منطقه عاقبت به دانمارک رسید و به عنوان " جزایر هند غربی دانمارک " شناخته شد. در سال ۱۹۱۷ ایالات متحدهٔ آمریکا این جزایر را با پرداخت ۲۵ میلیون دلار از دانمارک خرید، از آن پس به بعد نام این جزایر به " جزایر ویرجین آمریکا " تغییر یافت. در سال ۱۹۲۷ کنگرهٔ آمریکا به ساکنان جزایر ویرجین آمریکا اجازهٔ اقامت دائم در این جزیره را داد. در سال ۱۹۳۶ به ساکنان جزیره حق رأی برای شرکت در انتخابات داده شد و همهٔ جزیره نشینان از امکان خواندن و نوشتن به زبان انگلیسی برخوردار شدند. برای نخستین بار در این جزیره فرماندار با رأی مستقیم مردم در سال ۱۹۷۰ انتخاب شد، پیش از این فرماندار کل توسط دولت آمریکا و شخص رئیس‌جمهوری انتخاب می‌شد. پس از آن یک سیستم مقننه متشکل از ۱۵ نفر نیز در این جزیره برای دستگاه قانونگذاری نیز تشکیل شد و این اختیار به آن‌ها داده شد که بتوانند بدون تأیید کنگرهٔ آمریکا قوانین خود را تصویب کنند.

## سیاست
فرماندار جزایر ویرجین آمریکا، آلبرت برایان جونیور می‌باشد که از ۲۰۱۹ به سمت نهمین فرماندار کل انتخاب شد. روز تعطیل ملی یا در واقع روز ملی در جزایر ویرجین آمریکا، ۳۱ مارس می‌باشد که روز انتقال نام دارد (روز انتقال ادارهٔ جزایر از دانمارک به آمریکا در ۳۱ مارس ۱۹۱۷).

## جغرافیا

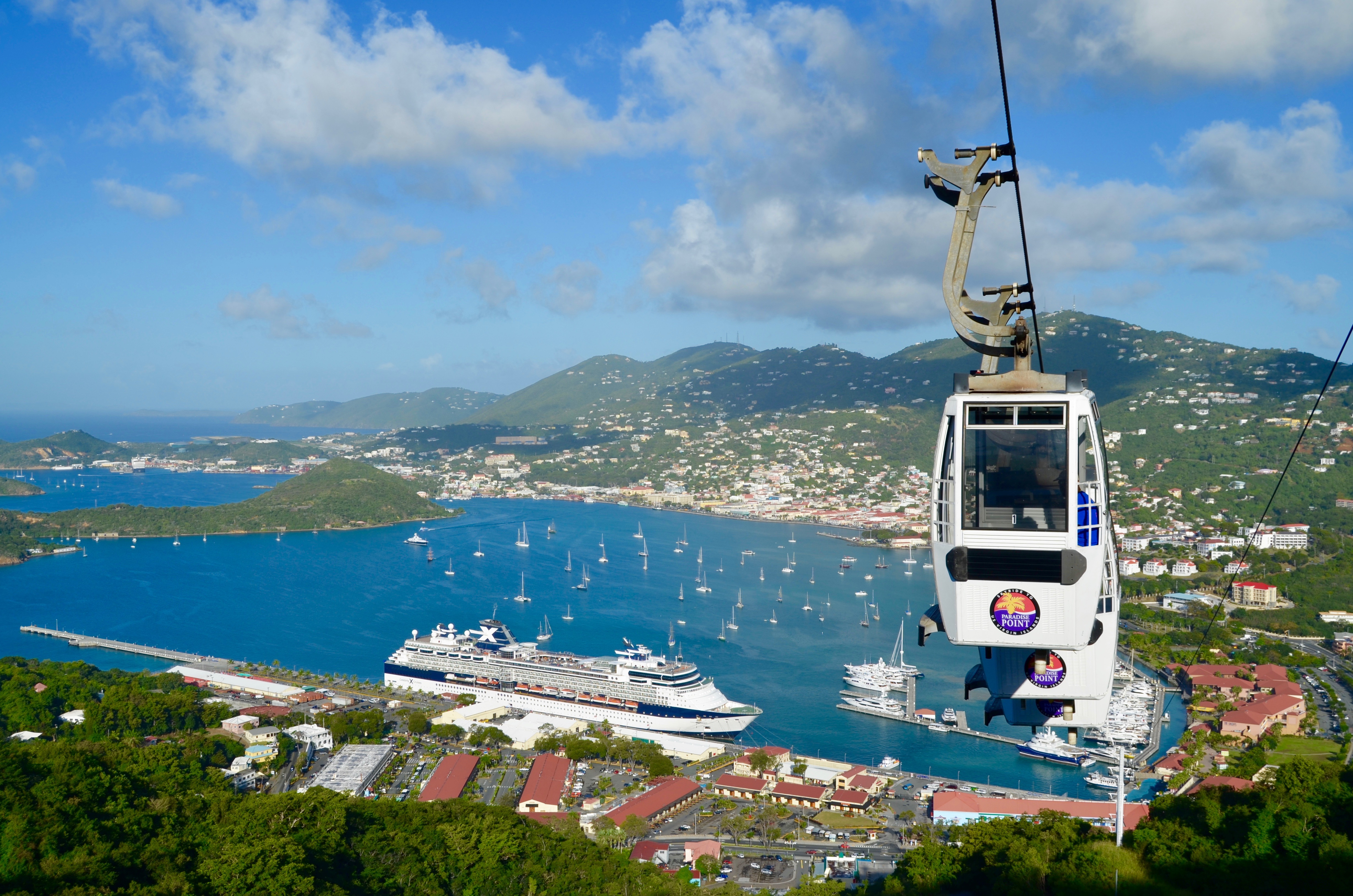
شارلوت آمالی یک مرکز محبوب گردشگری است.

پایتخت جزایر ویرجین آمریکا، شهر شارلوت آمالی (Charlotte Amalie) با نزدیک به ۱۹٬۰۰۰ نفر جمعیت می‌باشد.
مساحت جزایر ویرجین آمریکا ۳۴۶٫۳۶ کیلومتر مربع و جمعیت آن ۱۰۸٬۴۴۸ نفر است. پارک ملی مجمع‌الجزایر ویرجین در این‌جا قرار دارد.

## تقسیمات

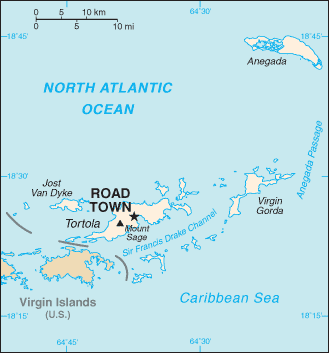

جزایر ویرجین آمریکا از مستعمرات ایالات متحده در دریای کارائیب می‌باشد.
جزایر ویرجین آمریکا شامل ۹ جزیرهٔ عمده و بزرگ و ۷۵ جزیرهٔ کوچک که عمدتاً تپه و ماهور دریایی هستند تشکیل شده است،
- سنت توماس
- سنت جان
- سنت کرویکس

## مردم
۷۶ ٪ نژاد جزایر ویرجین آمریکا را سیاهپوست، ۱۳ ٪ را سفیدپوست، ۳ ٪ را دورگهٔ سیاه و سفید و ۱ ٪ را نیز آسیایی تشکیل می‌دهد، همچنین دین ۴۲ ٪ مردم جزایر ویرجین آمریکا، باپتیست، ۳۴ ٪ کاتولیک و ۱۷ ٪ اپیسکوپالیان (پیرو کلیسای اسقفی) می‌باشد. زبان ۷۴ ٪ مردم، انگلیسی، ۱۶ ٪ اسپانیایی یا اسپانیایی کریول و ۶ ٪ فرانسوی یا فرانسوی کریول می‌باشد.

## اقتصاد
واحد پول جزایر ویرجین آمریکا، دلار با واحد جزء (سنت) نام دارد. توریسم مهم‌ترین صنعت در جزایر ویرجین آمریکا می‌باشد، به طوری که ۷۰ ٪ تولید ناخالص داخلی و ۶۰ ٪ اشتغال در این جزایر وابسته به صنعت توریسم است.